# Saint-Léonard-en-Beauce
Saint-Léonard-en-Beauce là một xã thuộc tỉnh Loir-et-Cher miền trung nước Pháp.